# Daz Dillinger
Daz Dillinger, de son vrai nom Delmar Arnaud, né le 25 mai 1973 à Long Beach, en Californie, est un rappeur et producteur américain. Il est surtout connu pour ses travaux avec Death Row Records, au sommet de la popularité du rap West Coast. Il est le cousin de Snoop Dogg et de RBX, et le premier rappeur à avoir insulté publiquement Suge Knight. Il est formé à la production par Dr. Dre entre 1992 et 1994. Daz Dillinger a travaillé aux côtés des meilleurs rappeurs de la Côte ouest.
Il est membre du groupe Tha Dogg Pound avec Kurupt.

## Biographie
Avec Kurupt, Nate Dogg, et Snoop Dogg, Daz Dillinger (connu avant sous le nom de Dat Nigga Daz), originaire de Long Beach, est présenté dans le rap game par le biais de Warren G, demi-frère de Dr. Dre, lors de la production de l'album The Chronic,.
Bien qu'il n'ait joué qu'un rôle mineur dans le succès de l'album en tant que rappeur, sa contribution à Doggystyle de Snoop Doggy Dogg l'établit comme l'un des talents montants de la Côte ouest. Et quand ses productions aident à faire de All Eyez on Me de 2Pac un grand succès, il est choisi pour succéder à Dr. Dre à la production de Snoop sur son second album Tha Doggfather. Au même moment, il fait partie d'un duo avec Kurupt appelé Tha Dogg Pound qui publie un album quelque peu oublié mais classé parmi les classiques, Dogg Food. Bien sûr, après le départ de Dre, la mort de 2Pac et l'incarcération du « boss » Suge Knight, Death Row perd subitement de sa splendeur, et la carrière de Daz fait de même. Durant la fin des années 1990, il continue ses efforts comme producteur prolifique mais voit la sortie de son album solo chez Death Row, Retaliation, Revenge and Get Back, être continuellement repoussée jusqu'en 1998 où il publie enfin avec une audience quasi indifférente. L'album contient In California, titre qui ne devient qu'un petit hit. Il signe ensuite chez Roc-A-Fella Records, le label new-yorkais du rappeur Jay-Z mais leur association ne dure qu'un temps puisque Daz fonde son propre label, Dogg Pound Records.
Le 29 août 2000, Dillinger publie son deuxième album, R.A.W., sur son label Dogg Pound Records,. L'album crée un différend avec Suge Knight et Death Row, avec qui il avait failli signer, avant de finalement monter son propre label ; cette histoire crée une tension entre lui et son cousin Snoop Dogg.
En 2001, il publie un album avec JT Bigga Figga, Long Beach 2 Fillmoe. Ensuite, se réconciliant avec son cousin Snoop Dogg, il signe avec son acolyte Kurupt leur groupe, D.P.G., chez DoggyStyle Records. Ils avaient un projet d'album sous ce label mais Kurupt préfère retourner chez Death Row début 2002. Le 11 juin 2002, il publie son troisième album solo, This Is the Life I Lead, classé 109e du Billboard 200, puis continue ses compilations comme Who Ride Wit Us et To Live and Die In CA. En 2003 sort DPGC - U Know What I'm Throwin Up. Cet album contient d'ailleurs une diss song envers son ex-coéquipier Kurupt ainsi que Suge Knight, son ancien patron. Son single Dogg Catcha lui permit tout de même un modeste succès. Après cette compilation, il réédite quelques-uns de ses solos comme I Got Love in These Streetz et publie en 2005 l'album Tha Dogg Pound Gangsta LP suivi quelques mois après par Gangsta Crunk.
Daz participe en featuring au titre Solitaire de Doc Gynéco en 2002 qui donnera son titre à son quatrième album[réf. nécessaire].
Signé en 2004 sur le label du producteur et rappeur d'Atlanta Jermaine Dupri, Daz publie l'album So So Gangsta en 2006 qui ne se vend qu'à 50 000 exemplaires. Puis à la suite d'une séparation à l'amiable avec Dupri, Daz entreprend de continuer sa carrière en créant son nouveau label Dogg Pound Gangstaz Inc. En septembre 2007, il publie un album solo intitulé Gangsta Party, produit par John Silva. En août 2008, Daz revient avec son dixième album solo Only on the Left Side, qui a été repoussé maintes et maintes fois.
Daz sort en 2009 sur iTunes son nouvel album Public Enemiez qu'il produit avec Ivan Johnson & Soopafly, les seuls invités sont des chanteurs comme Los, Chris Star, Latoya Williams ou encore Nicole Wray. Toujours en indépendant, sur son label Gangsta Advisory, Daz publie un album solo Matter Of Dayz fin 2010.

## Vie privée
Il a eu un enfant avec la sœur de Kurupt.

## Discographie

### Albums studio
- 1998 : Retaliation, Revenge and Get Back
- 2000 : R.A.W.
- 2002 : This Is the Life I Lead
- 2003 : DPGC: U Know What I'm Throwin' Up
- 2004 : I Got Love in These Stretz
- 2005 : Tha Dogg Pound Gangsta LP
- 2005 : Gangsta Crunk
- 2006 : So So Gangsta
- 2007 : Gangsta Party
- 2008 : Only on the Left Side
- 2009 : Public Enemiez
- 2010 : Matter of Dayz
- 2011 : D.A.Z.
- 2012 : Witit Witit
- 2014 : Weed Money
- 2018 : Dazamataz
- 2023 : Dat Nigga Daz
- 2023 : Molly Whop
- 2024 : The Adventures Of Dilly Tha Dogg
- 2025 : Retaliation, Revenge and Get Back 2

### Compilations
- 2001 : Who Ride wit Us: Tha Compalation, Vol. 1
- 2002 : To Live and Die in CA
- 2002 : Who Ride wit Us: Tha Compalation, Vol. 2
- 2008 : Who Ride wit Us: Tha Compalation, Vol. 3
- 2009 : Who Ride wit Us: Tha Compalation, Vol. 4
- 2013 : Who Ride Wit Us, Vol. 5
- 2015 : Who Ride Wit Us, Vol. 6

### Albums collaboratifs
- 2001 : Long Beach 2 Fillmoe (avec JT the Bigga Figga)
- 2001 : Game for Sale (avec JT the Bigga Figga)
- 2003 : Southwest (avec Nuwine)
- 2009 : Get That Paper (avec Fratthouse)
- 2013 : Tha City (avec Los)
- 2013 : West Coast Gangsta Shit (avec WC)
- 2016 : Cuzznz (avec Snoop Dogg)
- 2020 : ATLA (avec Big Gipp)
- 2022 : Guidelinez (avec Capone de Capone-N-Noreaga)[7]
- 2023 : The Legacy (avec Lil Eazy-E)

### EPs
- 2001 : Makaveli & Dillinger Don't Go 2 Sleep (avec Makaveli)
- 2012 : Alone (sous le nom de groupe Indicah avec Skip Tailor)

### Mixtapes
- 2004 : DPG: Till The Day I Die Mixtape
- 2004 : Shadow Ops (avec 2Pac et DJ Whoo Kid)
- 2005 : So So Gangsta - The Mixtape
- 2005 : West Coast Gangstas - Starring: Tha Dogg Pound
- 2009 : Dillinger & Makaveli - Tribute: Streetz of LA Special Edition
- 2012 : That's My Work (avec Snoop Dogg et Tha Dogg Pound)
- 2013 : Bacc 2 Tha Old School, Vol. 1
- 2018 : Smoke Me Out